# Love Is the King
Love Is the King è il quarto album in studio da solista del musicista statunitense Jeff Tweedy, pubblicato nel 2020.

## Tracce
Testi e musiche di Jeff Tweedy, eccetto dove indicato.
1. Love Is the King – 4:47
2. Opaline – 4:45
3. A Robin or a Wren – 2:48 (Jeff Tweedy, George Saunders)
4. Gwendolyn – 3:26
5. Bad Day Lately – 3:09
6. Even I Can See – 3:20
7. Natural Disaster – 3:23
8. Save It for Me – 3:03
9. Guess Again – 3:17
10. Troubled – 3:12
11. Half-Asleep – 4:19

## Formazione
- Jeff Tweedy – voce, chitarra acustica, chitarra elettrica (tracce 1-7, 9-11), basso (1-5, 7-11), fischio (8)
- Spencer Tweedy – batteria (1-5, 7-11), organo (2), percussioni (4), cori (7), tamburello (9)
- Sammy Tweedy – cori (3, 7-9, 11)